# Ocón
Ocón – gmina w Hiszpanii, w prowincji La Rioja, w La Rioja, o powierzchni 60,92 km². W 2011 roku gmina liczyła 330 mieszkańców.